# Bruce Bellas
Bruce Bellas, noto di solito con il nome d'arte di Bruce of Los Angeles (Alliance, 1909 – Canada, 1974), è stato un fotografo statunitense di nudo maschile.
Bellas è stato uno dei due o tre fotografi maggiormente influenti e di massimo successo commerciale dell'epoca della foto di nudo detta "beefcake" o "physique". Le sue opere sono tuttora ampiamente collezionate e ricercate.
Negli ultimi anni commercializzò una produzione sessualmente più audace (spesso anche di modelli apparsi in precedenza in sole pose castigate) col marchio "Kensington Road" o "KR".